# オオキバウスバカミキリ

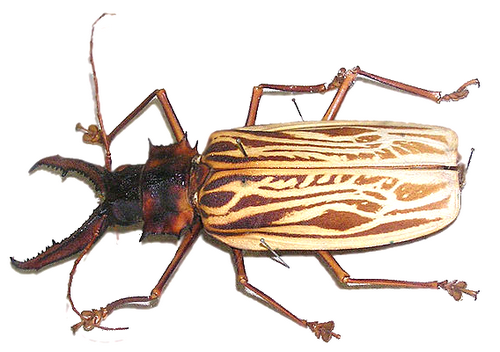
大顎に比べ、脚が細く、触角も短い。

オオキバウスバカミキリ（Macrodontia cervicornis　大牙薄刃天牛虫）は、節足動物門昆虫網鞘翅目カミキリムシ科に分類される甲虫の一種。

## 分布
南アメリカ大陸（アマゾン川流域）

## 形態
成虫の体長は100-150mmで、タイタンオオウスバカミキリに次ぐ世界第二位の大きさとなるが、稀に173ミリメートルとなり、タイタンオオウスバカミキリに匹敵するかそれ以上の体長となるものの、その長さは大顎で稼がれている事もあり、全般的にはタイタンオオウスバカミキリの方が大きい。
その大顎は世界で最も体長に比して長いカミキリムシとして知られる。大顎の長さは体格に比例した連続変異が認められ、小型個体ほど短く、大型個体ほど長い。最も大型の個体では体長の3分の1に達する。カミキリムシ科ノコギリカミキリ亜科共通の特徴として、頭部が扁平で大顎は前方を向く。長い大顎を持つ点ではクワガタムシのオスに似るが、それ以外には甲虫目としての外部形態上の共通点は無い（脚部付節と、触角形状等で）。本種はクワガタムシと同様、オスの大顎が大きくメスのそれは相対的に短いが、それでも他のカミキリムシのメスに比べれば遙かに長大である。触角は体や大顎の大きさに比べ、体長の半分程度と短い。
大顎の力は強力で、人が挟まれた際には痛みと出血は免れないと言われる。この大顎は小枝を切り落とす程とされ、気の荒い性質と相まって、取り扱いには注意が必要である。ただ、この器官が彼らにとって、本来から身を守る武器であるのかは確認されておらず、また、主としてどのような役に立つ道具として進化したものなのかはわかっていない。樹木の幹のような前翅の色彩は保護色によるものと考えられているが、本種の個体数自体が少なく、研究が進んでいないため、生態の詳細は不明な点が多い。

## 生態
本種の生態に関しては未だ不明な点が多く、生活史のほとんどは判明していない。
生息地では樹幹を歩行中の個体が発見される他、採集例として最も多いのは、伐採地で伐採材上を歩行したり飛行したり、あるいは灯火に飛来したりした個体が得られる場合である。
成虫の後食も確認例は報告されていない。ただ、基本的にウスバカミキリ、ノコギリカミキリのグループは成虫が水分補給以外はっきりした後食をしない場合が大半である。
幼虫期間はいまだ不明な部分が多いものの、他の大型甲虫と同じく約3年前後と考えられている。本種の幼虫は倒木の中から発見される例が多い。

## 近縁種
日本国内には、同じノコギリカミキリ亜科のウスバカミキリやノコギリカミキリ等が産する。いずれも比較的大顎が長く、また国産カミキリとしては大型である。
ウスリーオオウスバカミキリ(Callipogon relictus)も大顎はカミキリムシの中では大きく、フィジーオオウスバカミキリなどといった種も巨大な体と大顎を持つ。
また、クチヒゲオオウスバカミキリ(Callipogon senex)のように、大顎の中に毛が生えた変わった種もいる。

## 人間との関わり
タイタンオオウスバカミキリに次ぐ巨大なカミキリムシであり、その希少性から相当数が標本用に採集され、高額で取引されている。また乱獲のみならず、生息地の環境破壊から、その個体数は大きく減少していると考えられている。また他種のカミキリムシと同様に、本種もその幼虫を現地民が食用しており、重要な蛋白源となっている。